# Sisyropa ghani
Sisyropa ghani là một loài ruồi trong họ Tachinidae.